# Embalse de Doiras
El embalse de Doiras es un embalse español situado en el occidente del Principado de Asturias, sobre el cauce del río Navia. Fue inaugurado en el año 1934 y tiene una capacidad de 119 hm3. Constituye el segundo embalse construido en el Navia, aguas arriba del de Arbón y aguas abajo del de Salime.
Su presa es de tipo gravedad y tiene 90 metros de altura. Se sitúa en el concejo de Boal, concretamente en la parroquia de Doiras. La superficie del embalse, de 347 ha, se extiende también por los concejos de Illano y Pesoz.
Su aprovechamiento es fundamentalmente hidroeléctrico, alimentando las centrales de Doiras y Silvón, con una producción anual media de 324 GWh, aunque se destina también para usos deportivos y lúdicos.
Los ríos Agüeria y Urubio dan sus aguas al Navia en el embalse de Doiras.

## Central hidroeléctrica de Doiras

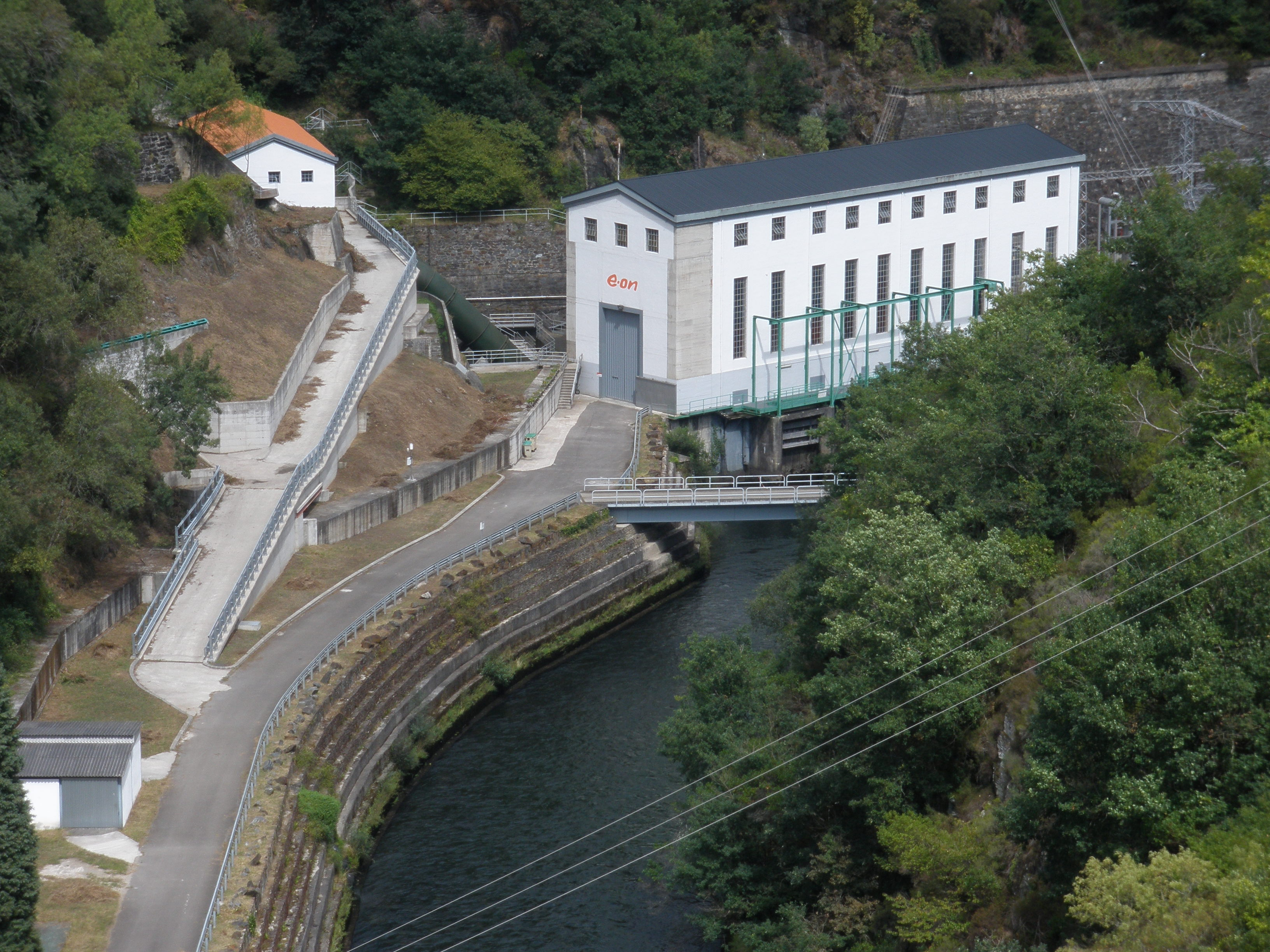
Vista general de la central de Doiras.

La central de Doiras se encuentra en las proximidades de la presa del embalse de Doiras. Cuenta con tres grupos generadores, dos de 21MW y uno de 18 MW, que entraron en explotación comercial en el año 1944. Pertenece a la empresa Viesgo y evacua su energía a través de una red de 132 kV.

## Central hidroeléctrica de Silvón

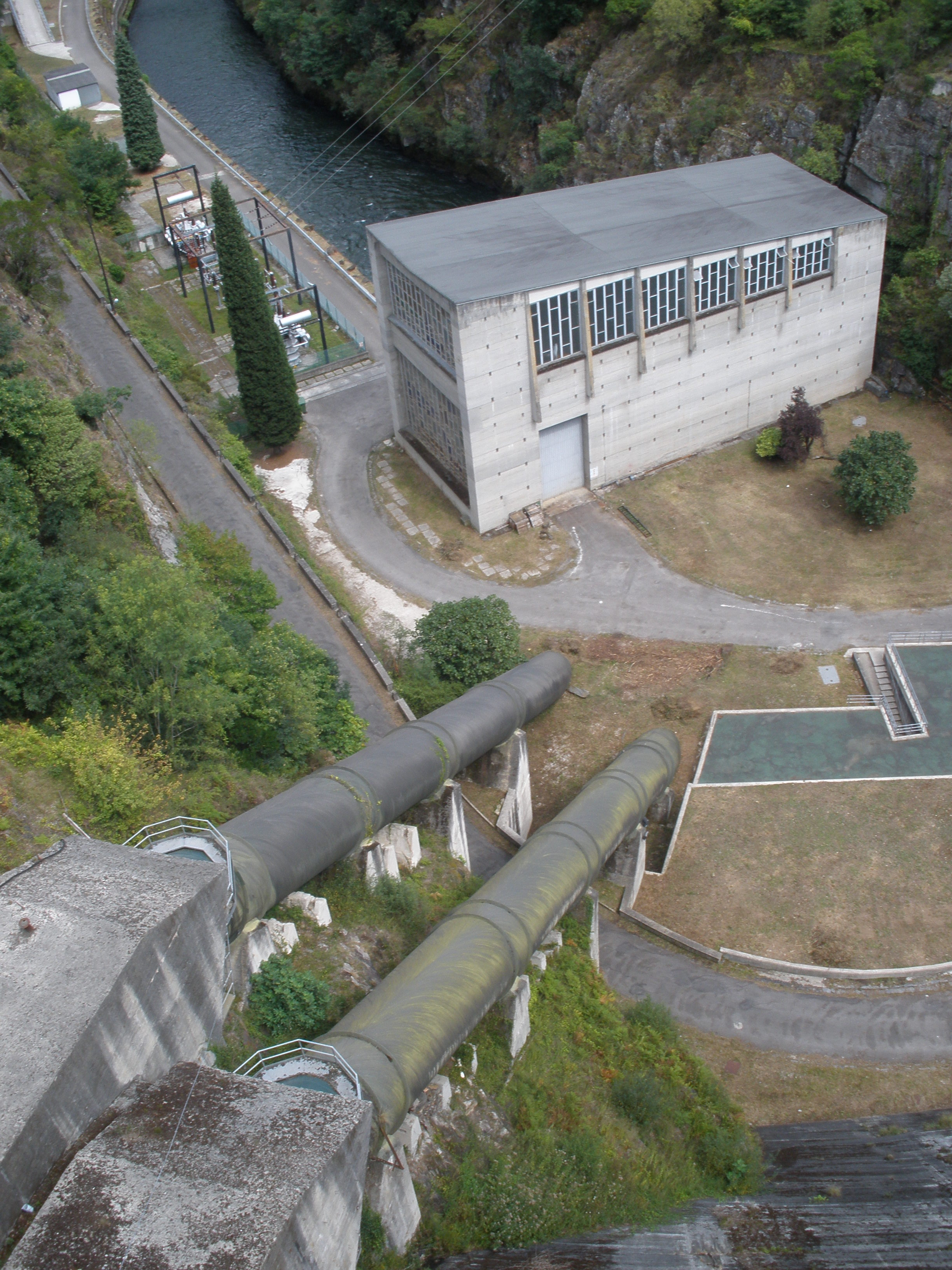
Vista general de la central de Silvón.

La central de Silvón se encuentra también en las proximidades de la presa del embalse de Doiras. Cuenta con dos grupos generadores, Silvón I y Silvón II, de 40 MW cada uno, que entraron en explotación comercial en 1959 y 1964 respectivamente. Pertenece a la empresa Viesgo.